# Harry Harun Behr
Harry Harun Behr (* 13. Juni 1962 als Ralph Harry Ernst Behr in Koblenz) ist Professor für Erziehungswissenschaft mit Schwerpunkt Religionspädagogik und Fachdidaktik des Islamischen Religionsunterrichts an der Johann Wolfgang Goethe-Universität Frankfurt am Main. Er war von 2015 bis 2020 Sprecher der Deutschen Gesellschaft für Islamisch-Theologische Studien. Behr ist Mitglied im Rat für Migration e.V.

## Werdegang
Behr wuchs in Koblenz, Braunschweig und Münster auf. Während eines durch den American Field Service finanzierten Schulaufenthalts in Jakarta zwischen 1979 und 1981 trat er zum Islam über. Nach seinem Abitur am Schillergymnasium in Münster studierte er Agrarbiologie an der Universität Hohenheim und dann Lehramt für Grund- und Hauptschule in München.
1993 bestand er das I. Staatsexamen Lehramt an der Ludwig-Maximilians-Universität München. Im selben Jahr begann er mit dem Referendariat in München an der GTH Amphionpark, der Thelottschule Hasenbergl und der Keilberthschule Freimann. 1995 bestand er das II. Staatsexamen für das Lehramt. 1998 erfolgte seine Verbeamtung auf Lebenszeit. Vom September 2004 bis zum Februar 2005 war er als Lehrer an der Wilhelmschule Schwabing eingesetzt.
Im Rahmen einer dienstlichen Abordnung zur Promotion an die Kulturwissenschaftliche Fakultät der Universität Bayreuth von 2001 bis 2005 wurde Behr durch die Bayerische Staatsregierung mit der Aufgabe betraut, die Sektoren von Moscheegemeinde, Schule und Schulverwaltung, Schüler- und Elternschaft und Wissenschaft zu einem ersten integrativen Konzept eines bekenntnisorientierten Islamunterrichts an den öffentlichen Schulen zusammenzuführen. Im Jahr 2005 wurde er schließlich zum Thema Islamunterricht und Curriculum promoviert.
Im selben Jahr wurde er vom Bayerischen Staatsministerium für Wissenschaft und Kunst auf die Professur für Islamische Religionslehre an der Friedrich-Alexander-Universität Erlangen-Nürnberg (FAU) berufen. Hier war er an der Gründung des Interdisziplinären Zentrums für Islamische Religionslehre IZIR beteiligt.
2007 verfolgte Behr gemeinsam mit Daniel Krochmalnik die Idee, ein jüdisch-muslimisches Dialogforum ins Leben zu rufen, aus der sich ein bis heute bestehendes jährlichen Tagungs- und Publikationsformat jüdischer, christlicher und muslimischer Religionspädagogik entwickelte.
2008 erschien die von Behr gemeinsam mit Lamya Kaddor und Rabeya Müller unter Mitwirkung von Werner Haußmann entwickelte Schulbuchreihe Saphir für den Islamunterricht an Schulen. Sie erhielt im Rahmen der Frankfurter Buchmesse 2009 einen Sonderpreis der Jury für das Best European Schoolbook.
2014 folgte Behr dem Ruf an die Goethe-Universität Frankfurt am Main (GU).
In den 1990er Jahren führte Behr in Pakistan und in anderen Ländern Seminare zur inneren Führung (Leadership-Training) für diplomatisches, pädagogisches, religiöses und militärisches Führungspersonal gemeinsam mit der Dawa-Academy der Internationalen Islamischen Universität Islamabad durch. Behr war an der Gründung und Weiterentwicklung unterschiedlicher Formate des Islam in Deutschland aktiv beteiligt, unter anderem bei dem Haus des Islam HDI, dem Deutschsprachigen Muslimkreis des Islamischen Zentrums in München und der Muslimischen Jugend in Deutschland MJD. Seine Forschungsschwerpunkte liegen auf Fragen von Migration, Religion, Gender und Bildung sowie auf Radikalisierungsprävention, Koranexegese und Religionstheorie.

## Kritik
Behr wurde zuvor mit radikalen Netzwerken des Islams in Verbindung gebracht. Dabei wurde Bezug auf seine Zeit und die Nähe zum Islamischen Zentrum München genommen.

## Veröffentlichungen (Auswahl)
- Harry Harun Behr: Islamische Bildungslehre. Dâr-us-Salâm, Garching bei München 1998. ISBN 3-932129-30-X.
- Bildungstheoretisches Nachdenken als Grundlage für eine islamische Religionsdidaktik. In: Lamya Kaddor (Hg.): Islamische Erziehungs- und Bildungslehre (= Veröffentlichungen des Centrums für Religiöse Studien Münster. Band 8), S. 49–66. Lit, Münster und Berlin 2008. ISBN 978-3-8258-1236-2.
- Harry Harun Behr, Mathias Rohe und Hansjörg Schmid (Hg.): „Den Koran zu lesen genügt nicht!“ Fachliches Profil und realer Kontext für ein neues Berufsfeld. Auf dem Weg zum Islamischen Religionsunterricht. Reihe Islam und Bildung, Band 1, LIT Verlag, Münster 2008. ISBN 978-3-8258-0403-9
- Lamya Kaddor, Rabeya Müller und Harry Harun Behr (Hg.): Saphir 5/6. Islamisches Religionsbuch für junge Musliminnen und Muslime. Kösel Schulbuch, München 2008. ISBN 978-3-466-50782-5 (sowie Saphir 7/8, Kösel, München 2011 und Saphir 9/10, Cornelsen, Berlin 2017).
- Harry Harun Behr, Daniel Krochmalnik und Bernd Schröder (Hg.): Der andere Abraham. Theologische und didaktische Reflektionen eines Klassikers. Reihe Religionspädagogische Gespräche zwischen Juden, Christen und Muslimen. Verlag Frank & Timme, Berlin 2011. ISBN 978-3-86596-357-4
- Harry Harun Behr, Christoph Bochinger, Mathias Rohe und Hansjörg Schmid (Hg.): Was soll ich hier? Lebensweltorientierung muslimischer Schülerinnen und Schüler als Herausforderung für den Islamischen Religionsunterricht. LIT Verlag, Münster 2011. ISBN 978-3-643-10090-0
- 2014: Harry Harun Behr: Menschenbilder im Islam. In: Rohe, Mathias, Havva Engin, Mouhanad Khorchide, Ömer Özsoy und Hansjörg Schmid: Handbuch Christentum und Islam in Deutschland. Grundlagen, Erfahrungen und Perspektiven des Zusammenlebens. Freiburg: Herder. 489–529. ISBN 978-3-451-31188-8
- 2018: Harry Harun Behr: Vom Koran und der Kunst des Erzählens. Muslimische Erinnerungskultur und narrative Identität. In: Ders. und Frank van der Velden (Hg.): Religion, Flucht und Erzählung. Interkulturelle Kompetenzen in Schule und Sozialer Arbeit mit Geflüchteten. Göttingen: V&R unipress. 103–141. ISBN 978-3-8471-0702-6
- Harry Harun Behr (2020): Radikale Freiheit. Den Islam anders denken. In: Kaddor, L. (Hg.): Muslimisch und liberal!. München: Piper. 55–69. ISBN 978-3-492-07009-6
- 2021: Harry Harun Behr, Katja Boehme, Bruno Landthaler und Bernd Schröder: Zukunftsfähiger Religionsunterricht zwischen tradierter Lernkultur, jugendlicher Lebenswelt und religiöser Positionalität. Religionspädagogische Gespräche zwischen Juden, Christen und Muslimen, Band 7. Berlin: Frank & Timme. ISBN 978-3-7329-0473-0
- 2021: Harry Harun Behr, Meltem Kulaçatan und Peter Sitzer: Extremismusprävention in der Schule am Beispiel des Präventionstheaters. In: MAPEX-Forschungsverbund (Hrsg.) (2021): Radikalisierungsprävention in Deutschland. Mapping und Analyse von Präventions- und Distanzierungsprojekten im Umgang mit islamistischer Radikalisierung. Osnabrück/Bielefeld. 83–114. ISBN 978-3-9820349-7-3